# Église Saint-Pierre de Poulainville
Pour les articles homonymes, voir Église Saint-Pierre.
L'église Saint-Pierre de Poulainville est une église catholique située à Poulainville, dans le département de la Somme, en France, dans la communauté d'agglomération Amiens Métropole.

## Historique
En 1851, Louis Charles Antoine Lépine fit un legs à la commune afin de permettre la construction d´une nouvelle église.
En 1868, la nouvelle église de Poulainville fut construite sur le modèle des églises de Saleux et de Flesselles, Victor Delefortrie en dressa les plans. L'église de Poulainville en est une version réduite.
Des travaux furent effectués en 1912, sur les plans de l´architecte amiénois Alfred Cuvillier. Les vitraux furent restaurés en 1924 par Daniel Darquet, maître-verrier amiénois.

## Caractéristiques

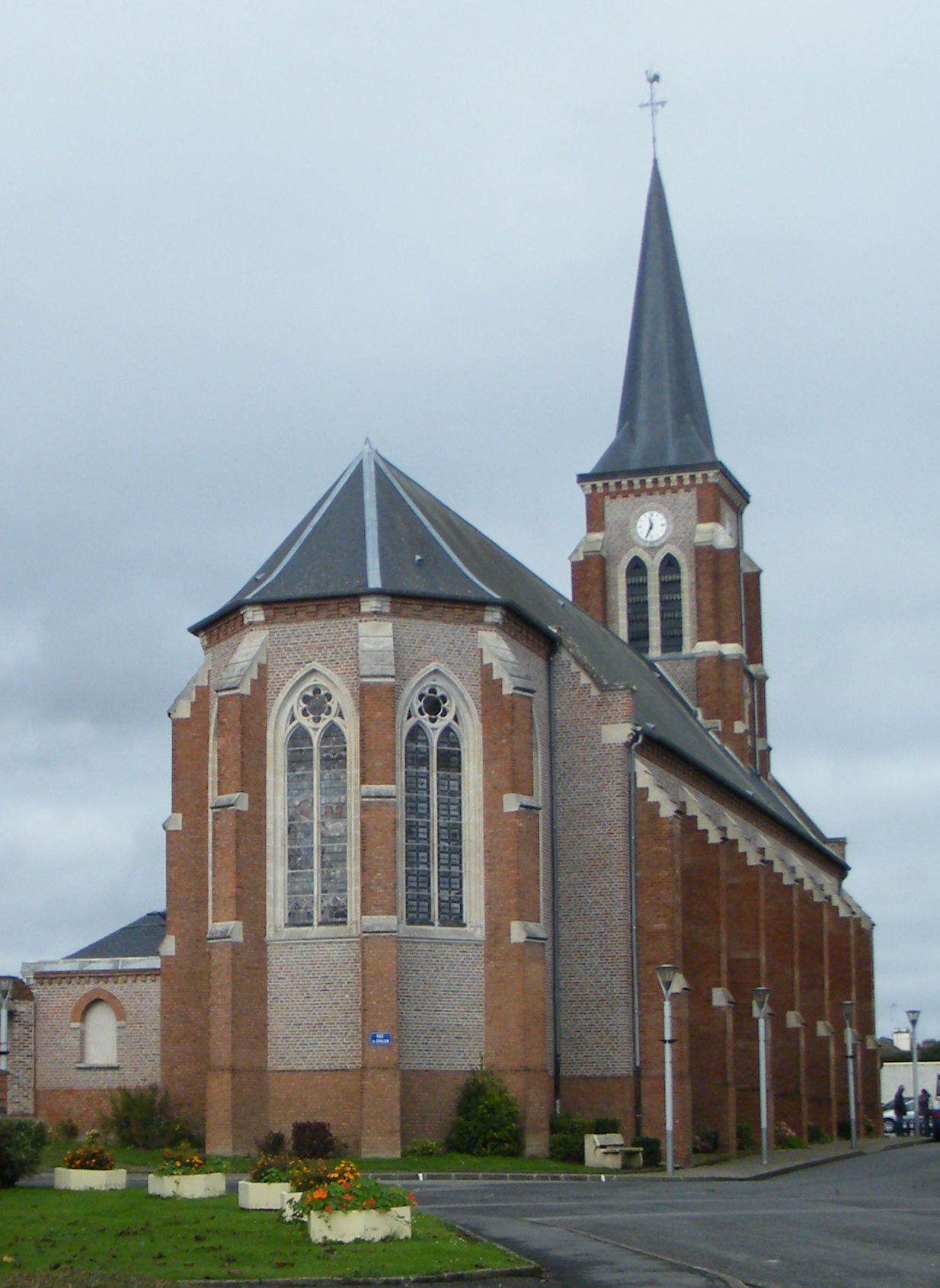
Chevet de Saint-Pierre.

L'église est construite en brique avec les éléments saillants en pierre, selon un plan basilical traditionnel. Elle est de style néogothique et la façade occidentale est surmontée d'un clocher-porche terminé en flèche recouverte d'ardoises. Elle se compose d'une nef unique et d'un chœur. Des contreforts en brique soutiennent l'édifice.